# Kristijan IV.
Kristijan IV. (dvorac Frederiksborg, 12. travnja 1577. – Kopenhagen, 28. veljače 1648.), danski i norveški kralj (1588. – 1648.) iz dinastije Oldenburg. Bio je jedan od najmoćnijih vladara u povijesti Skandinavije. Nije vladao samo Danskom i Norveškom, nego i Grenlandom, Islandom i južnim dijelom Švedske, a izvršio je invziju i na ostatak Švedske s ciljem da je pokori, no bez uspjeha. Istodobno podupirao je dansku kolonizaciju i u njegovo vrijeme danski kolonisti doprijeli su sve do Indije.

## Životopis
Dansko i norveško prijestolje naslijedio je 1588. godine, nakon smrti oca, kralja Fridrika II. Međutim, jer je u to vrijeme bio maloljetan, vlast je preuzelo regentsko vijeće koje je upravljalo zemljom do njegovo punoljetnosti 1596. godine, kada je konačno okrunjen za kralja. Njegova majka Sofija nije imala udjela u radu regentskog vijeća, ali je postala regenticom Kneževine Schleswig-Holstein u ime svog malodobnog sina.
Kristijan je bio vrlo obrazovan. Naučio je latinski, francuski, talijanski i njemački jezik, a studirao je i matematiku, navigaciju, crtanje, vojnu taktiku i ples.
Poslije krunidbe, 1597. godine oženio se Anom Katarinom Brandenburškom s kojom je imao sina i nasljednika Fridrika III. Umrla je 1612. godine, a Kristijan se tri godine kasnije oženio s mladom danskom plemkinjom Kirsten Munk koja mu je rodila dvanaestero djece. Godine 1630. počinila je preljub s njemačkim grofom i bila protjerana s dvora.
Po preuzimanju vlasti oslabio je utjecaj parlamenta i proveo niz reformi u zakonodavstvu i upravi. Podigao je vojnu moć Danske na kopnu i moru, a radio je i na unaprijeđenju trgovine, zbog čega je osnivao nove gradove kao vojno-pomorska uporišta. U sklopu razvitka, obnovio je požarom uništeni grad Oslo i preimenovao ga u Kristiania.
Za njegove vladavine, 1616. godine, osnovana je prva danska kolonija u Indiji, Tranquebar. Unatoč uspješnom ratu protiv Švedske (1611. – 1613.), nije ju uspio do kraja slomiti niti spriječiti njeno jačanje na prostoru sjeverne Europe.
Kada su 1624. godine postali ugroženi protestantski ciljevi u Njemačkoj u vrijeme Tridesetogodišnjeg rata (1618. – 1648.), Kristijan IV. ušao je u rat na strani protestantskog saveza, što je naposljetku dovelo do političkog i gospodarskog sloma Danske. Godine 1629. potpisao je separatni mir s Njemačkom i poražen izašao iz sukoba, ali ipak nije pretrpio teritorijalne gubitke.
Švedska je, uz pomoć Nizozemske, napala Dansku u prosincu 1643. godine te je do kraja siječnja 1644. godine zauzela Jutland. Kristijan IV. je osobno vodio obranu i zadobio teže ozljede. Iako je bitka završila neodlučenim ishodom, kasnije je danska flota bila u potpunosti uništena združenom akcijom švedske i nizozemske mornarice, nakon čega je Krsitijan IV. bio prisiljen sklopiti ponižavajući mirovni sporazum u kolovozu 1645. godine, kojim se odrekao teritorija na Baltiku, u Norveškoj i Skaniji.
Premda je umro ogorčen i slomljen, upamćen je kao jedan od najpopularnijih danskih kraljeva.